# D'Angelo Harrison
Pour les articles homonymes, voir Harrison.
D'Angelo Damon Harrison, né le 14 août 1993 à Anchorage en Alaska, est un joueur américain de basket-ball. Il évolue au poste d'arrière.

## Biographie

### Carrière professionnelle

#### Uşak Sportif (2015–2017)
Le 30 juin 2015, Harrison signe son premier contrat professionnel en Turquie à l'Uşak Sportif. Le 26 octobre 2015, Harrison signe une extension d'un an avec le club turc. En 25 matches disputés lors de la saison 2016-2017, il a des moyennes de 13 points, 3,8 rebonds et 4 passes décisives par match.

#### Hapoël Gilboa Galil (2017–2018)
Le 10 juillet 2017, Harrison signe en Israël dans l'équipe de l'Hapoël Gilboa Galil (en) pour la saison 2017-2018. Le 20 janvier 2018, Harrison marque 34 points, en tirant à 11 sur 19 ; il ajoute six rebonds, cinq interceptions et quatre passes décisives dans la victoire 94 à 91 contre le Maccabi Tel-Aviv. Trois jours plus tard, Harrison est nommé MVP de la 14e journée du championnat israélien. Le 28 avril 2018, Harrison égale son record de la saison en marquant 34 points (à 11 sur 18 au tir), auxquels il ajoute six rebonds et trois passes décisives dans la victoire 90 à 86 contre l'Hapoël Jérusalem ; il est nommé MVP de la 27e journée du championnat israélien.
En 31 matches durant la saison 2017-2018, il a des moyennes de 16,2 points, 4,4 rebonds, 2,9 passes décisives et 1,4 interception par match. Harrison aide Giboa Galil à accéder aux playoffs 2018 du championnat israélien, où son équipe perd face à l'Hapoël Jérusalem.

#### Ienisseï (2018–2019)
Le 24 juillet 2018, Harrison signe un contrat de deux ans avec le club russe du BK Ienisseï en VTB United League. Le 24 avril 2019, Harrison réalise un double-double avec 34 points et 12 rebonds, en tirant à 10 sur 15, auxquels il ajoute quatre passes décisives lors de la victoire 94 à 86 contre le BC Khimki Moscou. En 25 matches de VTB League, il a des moyennes de 16,1 points, 6,4 rebonds, 3 passes décisives et 1,2 interception par match.

#### ESSM Le Portel (2019-2020)
Le 8 juillet 2019, il part en France où il signe à l'ESSM Le Portel.

#### New Basket Brindisi (depuis 2020)
Au mois d'août 2020, il s'engage pour une saison avec le New Basket Brindisi en première division italienne.

## Clubs successifs
- 2011-2015 :  Red Storm de Saint John (NCAA)
- 2015-2017 :  Uşak Sportif (Süper Ligi)
- 2017-2018 :  Hapoël Gilboa Galil (en) (Ligat HaAl)
- 2018-2019 :  BK Ienisseï (VTB United League)
- 2019-2020 :  ESSM Le Portel (première division)
- 2020 0000 :  Maccabi Rishon LeZion (Ligat HaAl)
- 2020-2021 :  New Basket Brindisi (Serie A)

## Palmarès

### Distinctions personnelles
- 2× First-team All-Big East (2014, 2015)
- vainqueur du trophée Haggerty (2014)
- Second-team Parade All-American (2011)

## Statistiques

### Universitaires
| Saison    | Équipe     | Matchs | Titul. | Min./m | % Tir | % 3pts | % LF | Rbds/m. | Pass/m. | Int/m. | Ctr/m. | Pts/m. |
| --------- | ---------- | ------ | ------ | ------ | ----- | ------ | ---- | ------- | ------- | ------ | ------ | ------ |
| 2011-2012 | Saint John | 32     | 29     | 35,3   | 37,5  | 36,7   | 80,4 | 3,84    | 2,06    | 1,66   | 0,25   | 17,00  |
| 2012-2013 | Saint John | 27     | 25     | 35,0   | 39,4  | 31,5   | 76,9 | 4,30    | 2,26    | 1,37   | 0,30   | 17,81  |
| 2013-2014 | Saint John | 33     | 32     | 32,9   | 38,1  | 37,0   | 86,1 | 4,88    | 1,88    | 1,00   | 0,48   | 17,45  |
| 2014-2015 | Saint John | 33     | 33     | 34,8   | 41,5  | 36,9   | 79,9 | 5,48    | 1,94    | 1,12   | 0,42   | 17,48  |
| Total     | Total      | 125    | 119    | 34,5   | 39,1  | 35,5   | 81,1 | 4,65    | 2,02    | 1,28   | 0,37   | 17,42  |

### Professionnelles

#### Saison régulière
| Saison    | Équipe                   | Matchs | Titul. | Min./m | % Tir | % 3pts | % LF | Rbds/m. | Pass/m. | Int/m. | Ctr/m. | Pts/m. |
| --------- | ------------------------ | ------ | ------ | ------ | ----- | ------ | ---- | ------- | ------- | ------ | ------ | ------ |
| 2015-2016 | Uşak Sportif             | 25     | 19     | 25,6   | 37,7  | 41,4   | 90,4 | 3,08    | 2,60    | 1,16   | 0,04   | 13,00  |
| 2016-2017 | Uşak Sportif             | 25     | 18     | 29,7   | 42,9  | 35,0   | 85,9 | 3,84    | 4,08    | 0,92   | 0,24   | 13,04  |
| 2017-2018 | Hapoël Gilboa Galil (en) | 31     | 28     | 30,5   | 41,7  | 34,5   | 84,7 | 4,42    | 2,94    | 1,45   | 0,10   | 16,26  |
| 2018-2019 | BK Ienisseï              | 25     | 7      | 27,5   | 44,0  | 35,3   | 85,0 | 6,40    | 3,04    | 1,20   | 0,12   | 16,16  |

Mise à jour le 9 juillet 2019